# Kehrham
Kehrham ist ein Ortsteil in der Gemeinde Rattenkirchen im oberbayerischen Landkreis Mühldorf am Inn.

## Lage
Kehrham liegt links und rechts des Weidenbacher Bachs zwischen Rattenkirchen und Weidenbach 550 Meter südwestlich  der Bundesautobahn A 94, von deren Ausfahrt 17 (Heldenstein) auf einer 3 Kilometer langen Fahrstrecke erreichbar.

## Dorf- und Bevölkerungsentwicklung
Im Weiler Kehrham lebten 1861 insgesamt 20 Einwohner in 14 Gebäuden. Um 1950 lebten dort in der Nachkriegszeit des Zweiten Weltkriegs 31 Einwohner. Im Mai 1987 gab es 25 Einwohner in fünf Wohngebäuden, von denen eines in zwei Wohnungen aufgeteilt war.
| Jahr      | 1861 | 1871 | 1925 | 1950 | 1970 | 1987 |
| Einwohner | 20   | 29   | 28   | 31   | 27   | 25   |